# Караой (Тарбагатайский район)
Караой (каз. Қараой) — село в Тарбагатайском районе Восточно-Казахстанской области Казахстана. Входит в состав Карасуского сельского округа. Код КАТО — 635847800.

## Население
В 1999 году население села составляло 160 человек (93 мужчины и 67 женщин). По данным переписи 2009 года, в селе проживали 133 человека (75 мужчин и 58 женщин).